# Schraden (Hopferau)

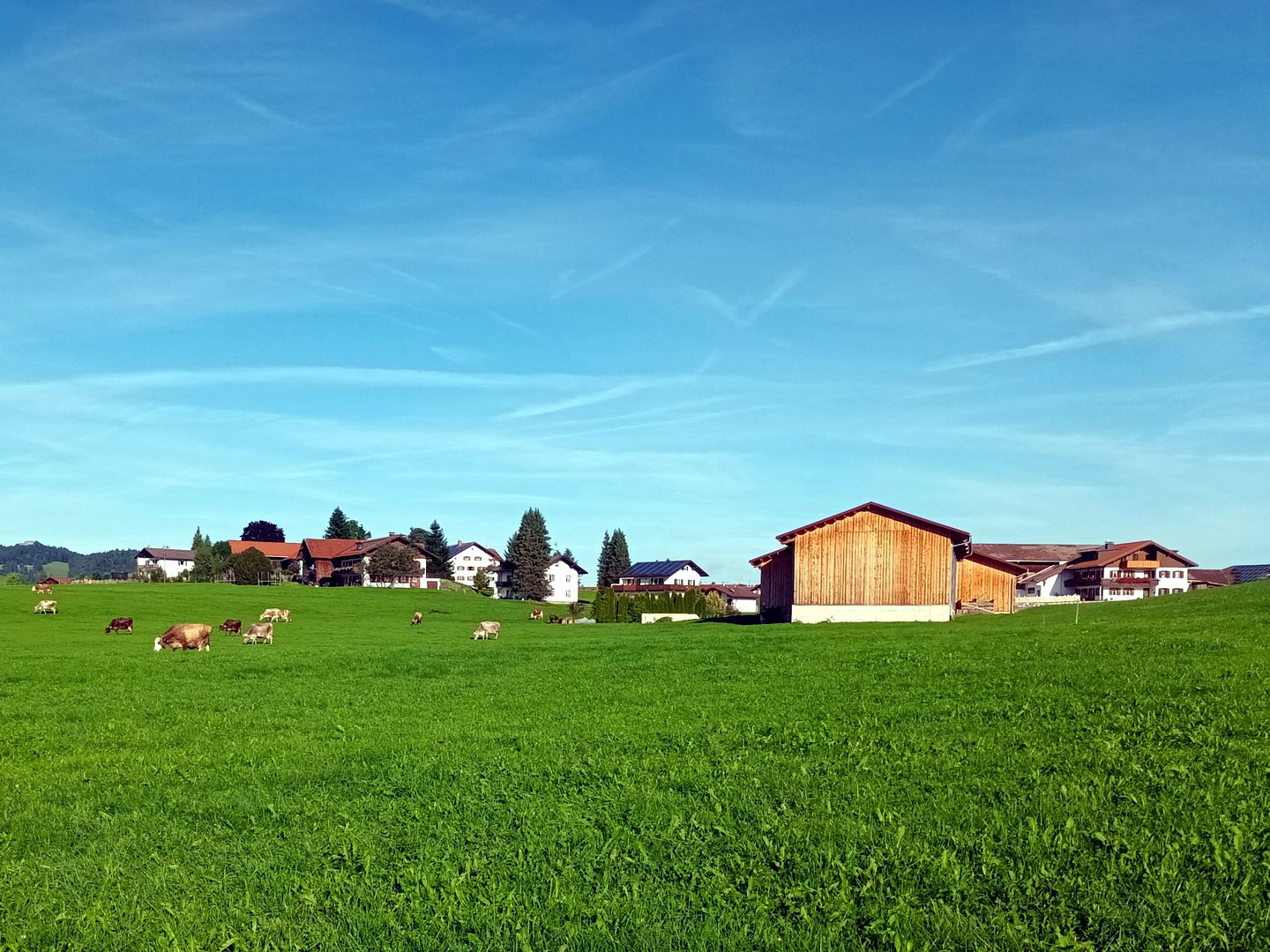
Schraden

Schraden ist ein Gemeindeteil der Gemeinde Hopferau im schwäbischen Landkreis Ostallgäu. Das Dorf liegt südlich des Hopferauer Ortskerns und hat etwa 70 Einwohner.

## Geschichte
Das Dorf Schraden wird 1467 erstmals genannt. Damals teilten die Söhne des Peter von Freyberg-Eisenberg ihre Herrschaft in drei Teile, wobei Sigmund den Ort Hopferau mit Schraden erhielt. Schraden bestand damals aus einem Gut. Darauf saß damals ein Peter und Christian Schradi. Ab 1682 wird in Schraden mehrfach eine Tafernwirtschaft erwähnt.

## Vereine
In Schraden befindet sich das Vereinsheim des Hopferauer Schützenvereins St. Hubertus.

## Veranstaltungen
Zu den traditionellen Festen gehört das Schradener Dorffest, das im Sommer gefeiert wird.